# Mont-Royal (metrostation)
Mont-Royal is een metrostation in het stadsdeel Le Plateau-Mont-Royal van de Canadese stad Montréal. Het station werd geopend op 14 oktober 1966 en wordt bediend door de oranje lijn van de metro van Montréal. In de toekomst zal de roze lijn hier de oranje lijn kruisen. 